# チプロフツィ
座標: 北緯43度23分 東経22度53分 / 北緯43.383度 東経22.883度

チプロフツィ
Чипровци

チプロフツィ ブルガリア内のチプロフツィの位置

チプロフツィ（ブルガリア語: Чѝпровци / Chiprovtsi、IPA: [ˈtʃiprofʦi]）は、ブルガリア北西部の町、およびそれを中心とした基礎自治体。モンタナ州に属する。バルカン山脈の西部、オゴスタ川（Огоста / Ogosta）の岸にそって広がる。セルビアとブルガリアとの国境に近い。2008年の時点で、チプロフツィの町にはおよそ2,000人の住民がいる。また、自治体全域ではおよそ3,900人の人口がある。チプロフツィ自治体には、チプロフツィの町のほかに9つの周辺の集落が含まれている。
チプロフツィは、中世後期に鉱業と鍛冶の拠点として築かれたものと考えられている。この地にやってきたドイツ人の鉱石採掘者たちによってカトリックの信仰が持ち込まれ、町は文化的・経済的な拠点となるとともにブルガリアにおけるカトリックの拠点となり、オスマン帝国統治時代の初期までブルガリア北西部でその地位を保った。しかし、その繁栄は1688年の反オスマン帝国のチプロフツィ蜂起によって終わりを迎えた。蜂起が鎮圧されてからは、町の住民の一部はハプスブルク家の支配する地域へと逃れた。町を脱出できなかった者たちはオスマン帝国によって殺害されるか奴隷化された。
30年間にわたって無人となった後、1720年代からは町には正教徒のブルガリア人が居住を始めた。これに続いて、チプロフツィの町はブルガリアの絨毯生産の拠点として発展することになった。このほかの伝統的な産業には、畜産、農業、皮革売買などがあった。こんにち、チプロフツィ自治体では人口減少に直面しており、失業率も高い。しかし、この地の蛍石の鉱脈の大規模な掘削に対して投資され、また観光産業によって、町の経済が維持されている。

## 呼称
音声学者のイヴァン・ドゥリダノフ（Иван Дуриданов / Ivan Duridanov）によれば、チプロフツィの原初の呼称は「キプロヴェツ」（Кипуровец / Kipurovets）であったといわれている。現在の呼称である「チプロフツィ」は、音声の遷移、そして語中音消失によって「キプロヴェツ」から変化したものとみられる。この呼称はスラヴ語起源であるが、古代ギリシア語で庭園を意味する「κήπος / kipos」からの借用語と考えられる。この単語はセルビア語にも借用されている。また、この地名をキプラ（Kipra）あるいはキプロ（Kipro）といった人名と関連付ける研究もある。このほかに良く知られた仮説では、ドゥリダノフによって否定されているものの、この町の呼称をラテン語の「cuprum」（銅）と結びつけるものがあり、銅の鉱脈や古代ローマ時代にこの地域にあった銅鉱山と関連づけている。
町の名前が西欧の文献に初めて登場したのは、ラテン語で書かれた1565年のものであり、「Chiprovatz」と記されていた。類似する名称「Chipurovatz」、「Chiprouvatz」、「Chiprovotzii」、「Chiprovtzi」、「Kiprovazo」、「Chiprovatzium」、「Kiprovetz」、「Kiprovtzi」などが16世紀から17世紀にかけての文献に見つかっている。セルビア・クロアチア語における接尾語「-ац / -ac」（アツ）の発音/aʦ/は、ブルガリア語標準形で同種の接尾語「-ец」（エツ）の発音/ɛʦ/と異なっている。これはイリュリア語の影響であると説明されており、セルビア・クロアチア語のダルマチア標準形はフランシスコ会の聖職者らによって17世紀にこの町で用いられていた
町は伝統的にいくらかの街区（Махала / mahala）に分けられてきた。その多くは住民の職業や社会的地位にちなんで命名されている。1888年、D. マリノフは、SrebrilあるいはSrebarna（銀細工師）、Kyurkchiyska（毛皮職人）、Pazarska（商人）、Tabashka（皮革職人）、PartsalおよびTrapという街区の名前を記録している。また、Saksonska（サクソン人）という地区が17世紀まで存在していたことも確認されている。このほかによく用いられる地域呼称にはDolni kray（低地）とGorni kray（高地）があり、それぞれ町の中で川に近い側と山に近い側をあらわしている。
日本語においては、チプロヴツィやチプロブツィといった表記も見られる。

## 地理

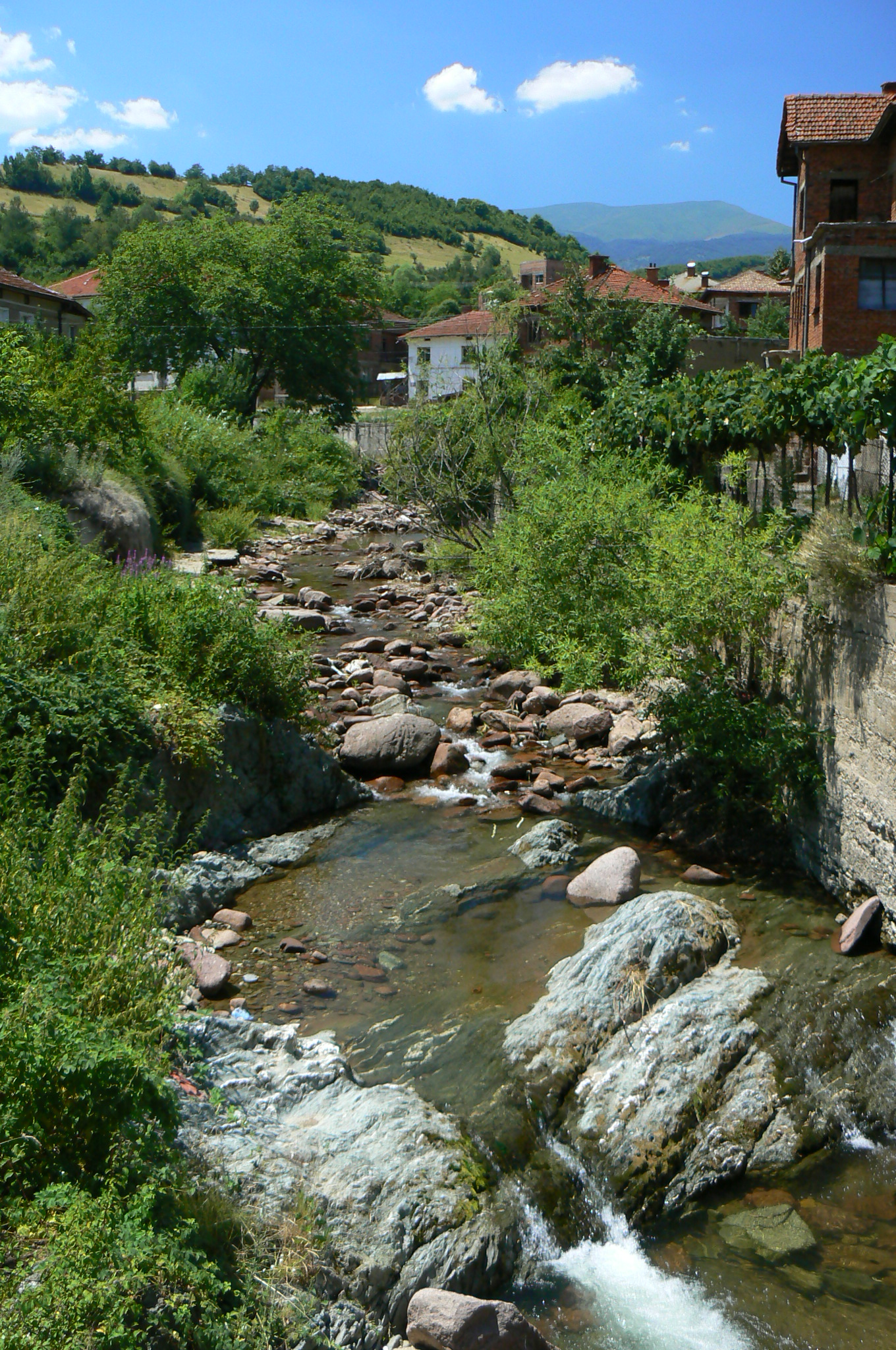
チプロフツィを貫いて流れるオゴスタ川。上流の風景

チプロフツィは、バルカン山脈西部の北の枝にあたるチプロフツィ山脈のふもとの小さな渓谷の中にある。チプロフツィ山はブルガリアと、隣接するセルビアの国境線となっている。チプロフツィ山脈は35キロメートルにおよび、2,000メートル級の山々が連なる。チプロフツィ山脈には、ミジュル（Миджур / Midzhur、2,168メートル）、マルティノヴァ・チュカ（Мартинова чука / Martinova Chuka、2,011メートル）、ゴリャマ・チュカ（Голяма чука / Golyama Chuka、1,967メートル）、コプレン（Копрен / Kopren、1,964メートル）、トリ・チュキ（Три чуки / Tri Chuki、1,938メートル）、ヴラジャ・グラヴァ（Вража глава / Vrazha Glava、1,936メートル）といった峰が連なっている。オゴスタ川は、ドナウ川右岸の支流であり、チプロフツィ山脈を源流とし、北東に向かってドナウ平原を流れ、ヴラツァ州でドナウ川に合流する。町のすぐ近く、北東方向にはまた別の山シロカ・プラニナ（Широка планина / Shiroka Planina）があり、バルカン山脈の一部をなしている。地域には、金属や鉱物の豊富な鉱脈がある。
チプロフツィは湿潤大陸性気候に属し、また高山気候の影響もある。年間平均気温は摂氏9.7度であり、月間の平均気温は1月で-1度から0度、7月で20度である。年間平均降水量は776-816ミリメートルである。春は短くて雨が多く、夏は乾燥して暑い。冬になると、この地域は強い北東の風を受け、渓谷では上空に逆転層が形成される。
自治体の域内を流れる大小合わせて38の河川のうち、もっとも主要なものはオゴスタ川とプレヴァルスカ川である。マルティノヴォ近くにはため池があり、またジェレズナには水力発電所がある。自治体には湧水はない。チプロフツィ自治体の域内には1,250種の植物があり、ハーブや落葉樹類に富む。生えている木々の中には、樹齢150年から300年ほどのものもある。
自治体の面積は286.9平方キロメートルであり、うち50.51%にあたる144.9平方キロメートルは森林、42.73%にあたる122.586平方キロメートルは農地、5.71%にあたる16.4平方キロメートルは市街地である。残りの1.05%は水域面積、鉱山、インフラストラクチャーである。

### 町村
チプロフツィの町は、チプロフツィ自治体の中心であり、モンタナ州の西部に位置している。自治体の面積は286.9平方キロメートルであり、モンタナ州の面積の7.89％を占め、ブルガリアの国土の0.26%に相当する。自治体の東にはモンタナおよびゲオルギ・ダミャノヴォ自治体がある。また、南でもゲオルギ・ダミャノヴォ自治体と接している。西では、ヴラツァ州のチュプレネ自治体と接している。北には、ヴィディン州のルジンツィ自治体と接している。チプロフツィ自治体には、チプロフツィの町のほかに、以下の9つの村が含まれている。
- ベリメル（Белимел / Belimel）
- ゴルナ・コヴァチツァ（Горна Ковачица / Gorna Kovachitsa）
- ゴルナ・ルカ（Горна Лука / Gorna Luka）
- ジェレズナ（Железна / Zhelezna）
- マルティノヴォ（Мартиново / Martinovo）
- ミトロフツィ（Митровци / Mitrovtsi）
- プレヴァラ（Превала / Prevala）
- ラヴナ（Равна / Ravna）
- チェリュストニツァ（Челюстница / Chelyustnitsa）
- チプロフツィ（Чипровци / Chiprovtsi）

チプロフツィの町はブルガリアの首都ソフィアから155キロメートル離れており、またモンタナ州の州都モンタナからは35キロメートル離れている。ベルコヴィツァからは44キロメートル、ブルガリアとセルビアとの国境まで18キロメートルである。最も近いセルビアの自治体はスルドゥリツァ（Surdulica）である。

## 人口
2005年7月31日の時点で、チプロフツィ自治体の人口は4,810人であった。そのうち2,375人はチプロフツィの町に住んでおり、男性が1,167人、女性が1,208人である。2008年6月には、その人口は2,122人にまで減少した。2005年の資料によると、チプロフツィ自治体のうち、チプロフツィ以外の村の中で最大のものはプレヴァラでその人口は585人、最小のものはラヴナで人口は68人である。民族構成は単一的であり、自治体人口のうち99.21%にあたる4,722人はブルガリア人であった一方、0.79%にあたる38人はロマであった。ロマのうち3分の1はマルティノヴォのブルザン地区（Бързан / Barzan）にすんでおり、アセノヴグラトから移住してきた。その他のロマはチェリュストニツァに住み、ベルコヴィツァからの移住者たちである。
1956年以来、自治体は高齢化社会と過疎に直面している。多くの人々がヴィディンやヴラツァ、ソフィアといった大きな町へと移住していった。自治体における市街地と村部の人口比率はそれぞれ49.37%と50.63%であり、チプロフツィの町の人口と、自治体の域内にあるその他の村々の人口がほぼ等しいことを表している。2005年の時点で、自治体の失業率は23.5%である。これは、2007年におけるブルガリアの平均失業率7.75%よりもはるかに高い。
| 地区                 | 1934年 | 1946年 | 1956年 | 1965年 | 1976年 | 1985年 | 1992年 | 1999年 | 2000年 | 2001年 | 2002年 | 2004年 |
| -------------------- | ------ | ------ | ------ | ------ | ------ | ------ | ------ | ------ | ------ | ------ | ------ | ------ |
| ベリメル             | 1470   | 1432   | 1560   | 1347   | 867    | 657    | 532    | 406    | 380    | 372    | 339    | 206    |
| チェリュストニツァ   | 626    | 587    | 483    | 393    | 279    | 200    | 151    | 132    | 129    | 115    | 105    | 98     |
| チプロフツィ         | 2,831  | 3,135  | 3,517  | 4,134  | 3,399  | 3,236  | 3,089  | 2,666  | 2,585  | 2,391  | 2,487  | 2,375  |
| ゴルナ・コヴァチツァ | 791    | 736    | 607    | 545    | 461    | 322    | 257    | 181    | 186    | 190    | 170    | 160    |
| ゴルナ・ルカ         | 1,022  | 992    | 903    | 776    | 579    | 464    | 388    | 306    | 293    | 280    | 274    | 251    |
| マルティノヴォ       | 854    | 890    | 882    | 1,330  | 1,058  | 710    | 613    | 458    | 440    | 417    | 433    | 410    |
| ミトロフツィ         | 971    | 965    | 800    | 580    | 989    | 312    | 241    | 191    | 178    | 162    | 160    | 143    |
| プレヴァラ           | 1,599  | 1,719  | 1,529  | 1,391  | 1,201  | 1,042  | 911    | 759    | 713    | 594    | 635    | 565    |
| ラヴナ               | 348    | 360    | 276    | 211    | 153    | 112    | 106    | 83     | 83     | 75     | 75     | 68     |
| ジェレズナ           | 912    | 973    | 925    | 1,056  | 762    | 623    | 560    | 481    | 461    | 434    | 434    | 414    |
| 合計                 | 11,424 | 11,779 | 11,482 | 11,762 | 9,148  | 7,678  | 6,817  | 5,663  | 5,448  | 5,030  | 5,116  | 4,810  |

## 歴史

### 古代と中世

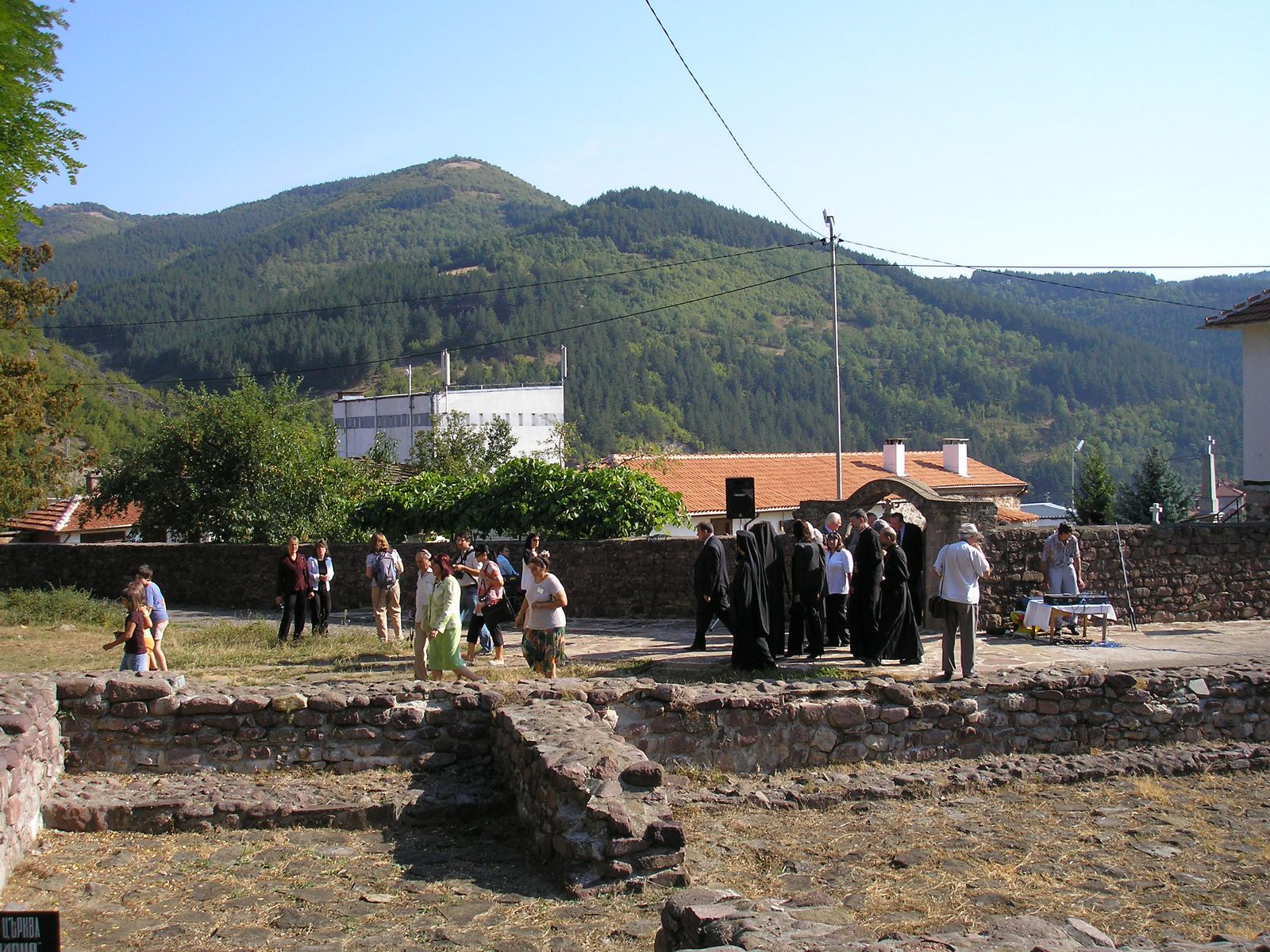
15世紀のローマ・カトリック教会の聖母マリア大聖堂の跡地

チプロフツィの周辺では、トラキア人や古代ローマの時代、地元の金属鉱脈が発掘されたときから人が居住していたことが知られている。歴史学者のV. ヴェルコフによると、オゴスタ川渓谷には紀元前1千年紀からトラキア人が居住していた。考古学的証拠により、この地域にはトラキア人の氏族トリバッリ（Triballi）か、あるいは彼らと関連の深いトラキア人の氏族が住んでいたと考えられる。ローマ帝国は紀元前29年に今日のブルガリア北西部を征服し、トラヤヌス（98年-117年）の時代にこの地域の統治を確立した。
また、チプロフツィ周辺には、ローマ時代の要塞跡が残されている。その中のひとつにクラ（Кула / Kula）地区のラテン要塞があり、マルクス・アウレリウス・アントニヌス（161年-180年）やコンモドゥス（180年-192年）の統治時代の年号の刻印されたコインが発掘された。金や銀、鉛、銅、鉄の鉱山はローマ人たちに富をもたらし、彼らは精力的に、蛮族による侵入から町を守った。
スラヴ人やブルガール人は6世紀から7世紀にこの地方に到来し、東ローマ帝国の領土であった地方に680年に第一次ブルガリア帝国を建国した。この地方はまもなくブルガリア帝国の統治下となった。1018年から1185年までは再び東ローマ帝国の支配下に置かれたが、その後は第二次ブルガリア帝国が建国され、オスマン帝国によって征服される14世紀末から15世紀初頭のころまでブルガリア帝国が存続した。
ドイツ人の金鉱採掘者たちは、地元ではサシ（саси / sasi、「サクソン人」の意）と呼ばれ、いつごろからこの地方にいたのかは定かではない。ある研究によれば、ドイツ人の採掘者たちはブルガリア帝国末期の14世紀中ごろにチプロフツィに来たと考えられている。また別の説によれば、彼らが来たのはオスマン帝国の統治下となってからであると考えられている。彼らの正確な人数とその起源についても諸説あるが、ドイツ人の採掘者たちは採掘の専門職として中世ではワラキア、トランシルヴァニア、セルビアなどで幅広く職を得ていた。チプロフツィでは、彼らは50人ないし80人程度の採掘者が、家族を伴って移住してきたものと考えられている。彼らは専門職として採用され、地元のブルガリア人と比べて特権を与えられていたと見られる。チプロフツィの採掘者、技術者・監督として働き、彼らの採掘技術を地域に伝える役目を果たした。しかし、彼らは15世紀中ごろにはほとんど地元のブルガリア人と同化していったことが、この当時の住民登録の記録における、ドイツ人名にスラヴ語の語尾をつけた名前から推測される。ドイツ人らの存在は、この町の街区のひとつとして残され、17世紀でもその街区は「サクソン人」の名で呼ばれ、ローマ・カトリック教会の信仰が町では支配的であった。

### オスマン帝国統治時代
14世紀から15世紀にかけてのオスマン帝国によるブルガリア征服以降、オスマン帝国は軍事的・商業的な理由からチプロフツィの鉱山を重要視し、戦争によって中断されていた鉱山の改良を目指した。地元の鉱山採掘の改善は、15世紀末までには始められていたと考えられ、1479年に記された「ボスニア、ヘルツェゴビナおよびその他の地方」の鉱山に関する記録が貸与されている。
チプロフツィの町と周辺の村々は、ハス（has）すなわちオスマン家の（後にはスルタンの生母の）私的な所有物として行政的に編成された。この地域に対する特別な地位の付与によって、地元のキリスト教は法的な差別の対象とはならなかったものの、代わりにスルタンに定期的に銀を献上しなければならなかった。後にヴァクフ（waqf、寄進）によって、この地方の領地はイスラム教宗教上の目的、あるいは慈善目的の財源とされた。チプロフツィと周辺地域では、ほとんどの住民はキリスト教徒であり、彼らは差別を受けることなく公共の場で宗教儀礼を行うことができる特権を与えられた。スルタンの代理人であったのはトルコ人たちであったが、町にはトルコ人の居住は認められず、チプロフツィのブルガリア人たちは高度な自治権を享受していた。彼らは、地元のブルガリア人名士のなかから選ばれた評議会によって統治されていた。オスマン帝国以前のブルガリア帝国時代からのこの地方の行政区分が、オスマン帝国統治下でもスラヴ語でヴォイヴォディナ（voyvodina）と呼ばれている文献があることから、この区域内の全体が特権の対象とされていた可能性がある。
| 年     | 人口                                   | 出典               |
| ------ | -------------------------------------- | ------------------ |
| 1577年 | 2,000                                  | 不明               |
| 1585年 | 300家族 正教徒を含んだキリスト教徒人口 | オスマン帝国の記録 |
| 1624年 | 2,600                                  | Pietro Masarechi   |
| 1640年 | 4,430                                  | Bakshev            |
| 1647年 | 4,000                                  | Bakshev            |
| 1649年 | 3,800                                  | Bakshev            |
| 1653年 | 3,660                                  | Bakshev            |
| 1658年 | 3,640                                  | Bakshev            |
| 1666年 | 550家族 正教徒を含んだキリスト教徒人口 | オスマン帝国の記録 |
| 1667年 | 4,140                                  | Bakshev            |
| 1670年 | 4,140                                  | Bakshev            |
| 1679年 | 4,270                                  | Knezhevich         |

1520年の時点で、チプロフツィは依然として鉱山を中心とした採掘の町であった。この時代、チプロフツィの鉱山には47,553アクチェ（akçe）の収入があった。これに比べて、マケドニアのクラトヴォでは100,000アクチェ、ボスニアのスレブレニツァでは477,000アクチェの収入があった。1478年ごろにカトリック教会の聖母マリア聖堂が建造されたことからも、カトリック教徒の採掘者たちはオスマン帝国初期のころまでにはこの地方に移住していることは明らかである。しかし、1520年代になってもチプロフツィは多くの人々をひきつけ、移住者たちが流入し、オスマン帝国の主要な鉱山のひとつへと成長していった。1528年、チプロフツィには造幣所があり、銀貨を製造していた。1585年、採掘者たちは夜間も働くことを強いられ、また税が引き上げられた。そのため、これに対する抗議と、人口流出の危機に直面することになった。このとき、チプロフツィの鉱山の収益は1,400,000アクチェに達し、帝国で最も重要な鉱山と金属加工の地となった。
16世紀中ごろ、チプロフツィはローマのカトリック教会の関係者らの関心を呼んだ。1565年、ローマ・カトリック教会のアンティヴァリ（現在のモンテネグロ・バール）主教区のアンブロシウス（Ambrosius）は教皇の代理人としてこの町を訪れた。1592年から1595年にかけて、ボスニアのクロアチア人聖職者ペタル・ソリナト（Peter Solinat）と、フランシスコ会の集団が町にカトリック使節団を送った。1601年、ソリナトは、ローマ教皇のクレメンス8世によって、ローマ・カトリック教会のソフィアとプロヴディフの主教に任命された。ソフィアにはカトリック人口は多くなく、少数のラグーサ共和国の商人のみに留まっていたため、ソリナトはチプロフツィに居住することを選んだ。

### 文化的全盛期
チプロフツィの発展は17世紀に最高潮に達した。チプロフツィは文化的、宗教的、商業的な拠点となっていた。このころ、町は「ブルガリアの花」と呼ばれ、バルカン半島ではダルマチア地方以外で唯一、ルネサンスに加わったとする見解がある。地元の有力者たちはローマの、特にコレッジョ・クレメンティーノ（Collegio Clementino）やローマ・ラ・サピエンツァ大学で教育を受けた。一般的に、外国の金融家らは地元出身者に置き換わり、1620年代にはブルガリアのカトリック教徒らはローマ教皇の直下に置かれる独立した自治権を獲得した。ソリナトの跡を継いだのはブルガリア人の主教、チプロフツィのイリヤ・マリノフ（Илия Маринов / Iliya Marinov）であった。その跡を継いだのも地元出身のペトゥル・ボグダン・バクシェフ（Петър Богдан Бакшев / Petar Bogdan Bakshev）であった。バクシェフは、地元のカトリック教徒の共同体への支援と資金を求めてワラキア、ワルシャワ、ウィーン、ローマ、アンコーナを訪れた。町とその周辺地域は完全にカトリックではなく、住民の一部は正教会に属していた。正教会のチプロフツィ修道院（en）は現在でもこの地にある。
鉱山の町から交易の拠点となったチプロフツィの進化は、ラグーサ共和国（今日のクロアチアのドゥブロヴニク）の交易商人らの移住、地元の金属加工の質、そして市民に対して与えられたオスマン帝国の支配を免れる特権よるところが大きい。17世紀中ごろには、銀の鉱脈が掘りつくされたことにより、この地方の鉱業は下降へと転じていた。そのため、人々はより利益の大きい職を求めるようになった。1659年、プロヴァディヤから来るラグーサ人たちは、チプロフツィを訪れるために、それまでのソフィアからドゥブロヴニクにいたる経路を変更した。地元の住民らは皮革製品、じゅうたん、繊維、衣類、美しい金や銀の宝物、金属製の道具、やかんなどを生産・取引するようになった。はじめ、チプロフツィの商人らはヴィディンやピロト、ソフィア、ヴラツァなどを訪れた。しかし後には、イスタンブール、テッサロニキ、ブカレスト、オデッサ、ブラショフ、シビウ、ベオグラード、ブダやペシュトにまで活動範囲を広げ、特にワラキアやトランシルヴァニアでは大きな存在感を示していた。彼らは、マテイ・バサラブ（1632年-1654年、Matei Basarab）の統治下で、トゥルゴヴィシュテやクンプルング（Câmpulung）、ルムニク・ヴルチャ（Râmnic）などに、常駐の出先機関や企業を作った。国際交易は地元民の見識を広め、ヨーロッパ各地の最新技術や文化を地域にもたらした。
カトリックの修道院はペテル・ソリナトの統治下で立てられ、その学校は地域の教育の拠点として機能した。チプロフツィの修道院は、この時代のブルガリアでもっとも権威のある学校のひとつであった。学校は一部外国から資金を受け、言語、算術、論理学、哲学などの教育を提供していた。教えていた教師は典型的にはローマのコレッジョ・クレメンティーノを卒業した者たちで、ラテン語やブルガリア語、「イリュリア語」で行われた（「イリュリア語」とは、ラテン文字表記を主体とするセルビア・クロアチア語の体系である）。学校には図書館もあり、ブルガリアで最も古いもののひとつである。1630年代からは、ペタル・ボグダン・バクシェフやペトゥル・パルチェヴィチら、チプロフツィ出身の有力な作家や翻訳家らによって、チプロフツィ文学学校が設立され、ブルガリアの歴史や宗教に関する本を出版した。

チプロフツィの有力な家系の紋章の一例
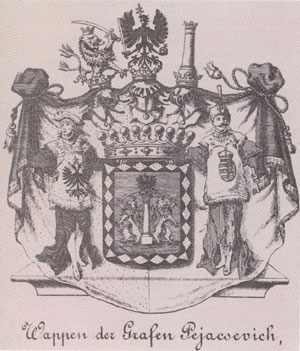
ペヤチェヴィチ（Peyachevich）
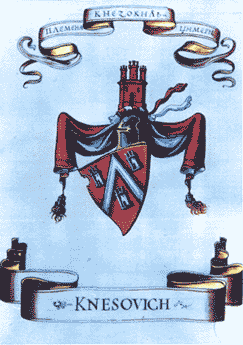
クネジェヴィチ（Knezhevich）
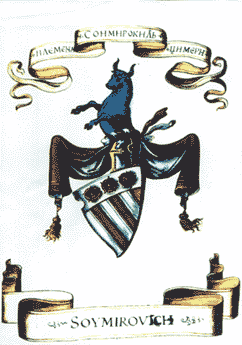
ソイミロヴィチ（Soymirovich）

### チプロフツィ蜂起

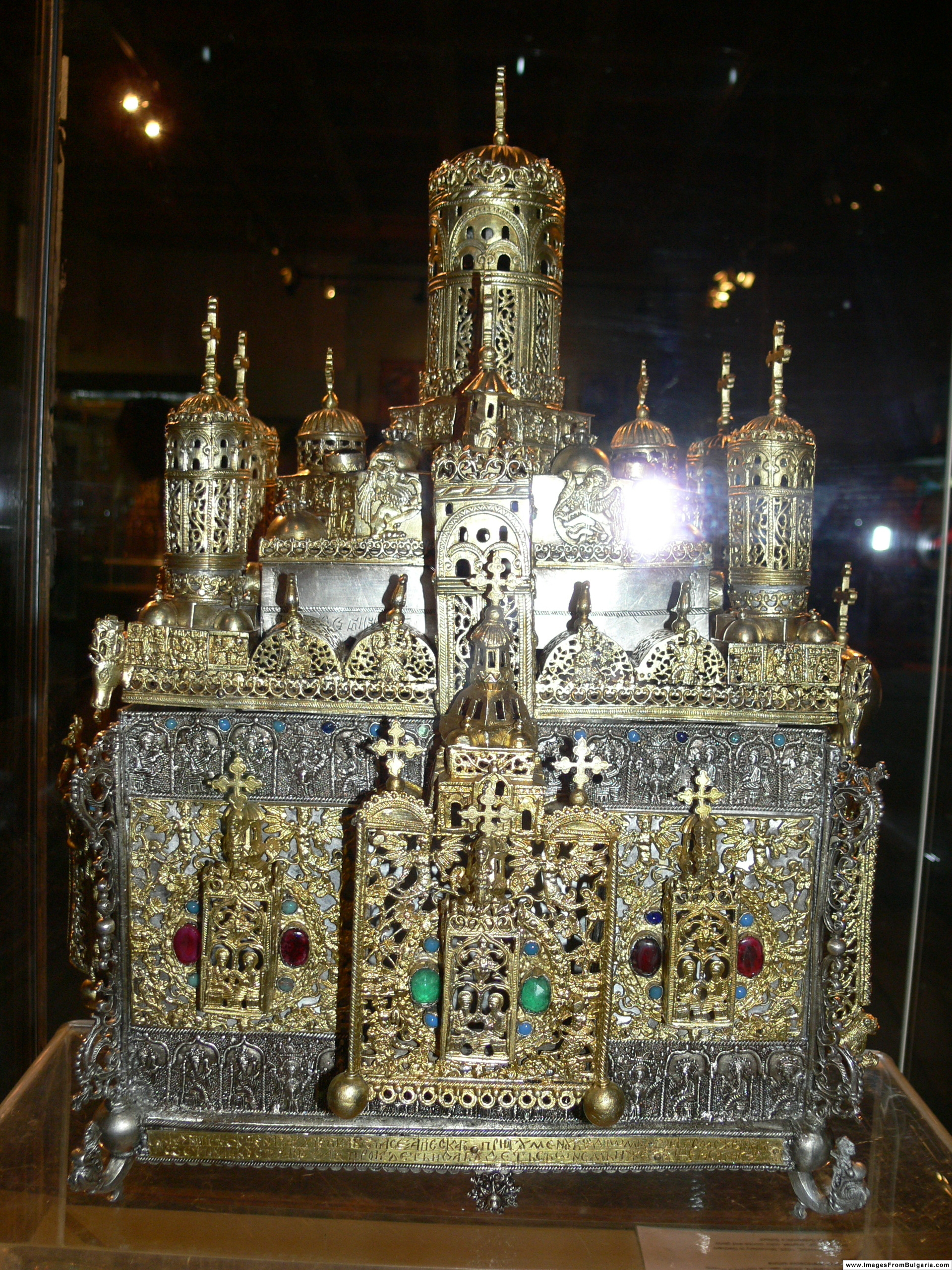
チプロフツィ金細工工房の製品（17世紀）。 National Historical Museum of Bulgaria

チプロフツィが繁栄を謳歌するほどに、オスマン帝国とハプスブルク帝国による大トルコ戦争の影響を受けずにはいられなかった。チプロフツィはたびたび、トルコ人やタタール、マジャル人の反逆者による襲撃を受けた。1630年代、反オスマン帝国の蜂起を組織する計画がチプロフツィの町で持ち上がり、ヴェネツィア共和国の評議員ペタル・パルチェヴィチ（Petar Parchevich）による1650年の記録によると、長期にわたって反オスマン帝国の武装闘争を計画しており、パルチェヴィッチと親しい市民らがポーランドやオーストリアの王たちからの支援を模索していると述べられている。このときから、チプロフツィの人々は、反乱を起こすのに最適な時期、彼らがヨーロッパ諸国の支配者たちと協力し、効果的な蜂起を起こすことができる時が訪れるのを待ち続けた。
1683年9月12日、オスマン帝国の軍は第二次ウィーン包囲でヨーロッパ諸国の軍に破れた。1684年初頭、オーストリア、ポーランド、ヴェネツィアは反オスマン同盟を締結した。この同盟には1686年にロシアも加わり、神聖同盟が結成された。この時点で、チプロフツィで蜂起の決断がなされるときが迫っているのは明らかだった。チプロフツィの指導者らは、神聖同盟によってベオグラードが1688年に陥落し、ヨーロッパ諸国の連合軍はソフィアに、そしてオスマン帝国が支配するブルガリアに迫っていた。これによって、1688年の春、チプロフツィの人々は武装蜂起を起こした。
反乱の規模は正確には知られていないが、S・ダミャノフ（С. Дамяноб / S. Damyanov）によると、蜂起に加わったのは範囲は、チプロフツィのほか、周囲の村コピロフツィ（Копиловци / Kopilovtsi）、クリスラ（Клисура / Klisura）、ジェレズナのみであった。蜂起の指導者らはカトリック教徒であったが、このほかにも正教徒を主体とする数千人がブルガリア北西部の各地から蜂起に参加した。蜂起は、ハイスラー将軍（Heißler）の指揮するハプスブルク帝国の6つの連隊の支援を受け、クトロヴィツァ（現在のモンタナ）を一時的に占領するまでにいたったものの、オスマン帝国および彼らと手を組むハンガリー人のテケリ・イムレによって完全に粉砕された。10月18日から19日にかけてオスマン帝国はチプロフツィを攻撃して制圧し、2,000人以上を逮捕した。地元住民3,000人は残っていた反乱軍に守られ、ドナウ川へと脱出を試みた。
彼らの多くはハプスブルク家の支配下の領地に移り住み、バナト地方に新しい入植地を築いて定住した人々はバナト・ブルガリア人として知られるようになる。また、このほかにもトランシルヴァニア地方のデヴァ（Deva）やアルヴィンツ（Alvinc、ルーマニア語ではヴィンツ・デ・ジョス Vinţu de Jos）、ハンガリーのセンテンドレ（Szentendre）にも入植した。チプロフツィの町は無人化し、焼き払われ、西ヨーロッパ諸国とのつながりは完全に絶たれた。

### 再入植とそれ以降
チプロフツィの蜂起から数十年が経過するまで、チプロフツィとその周辺地域は無人のまま残された。1699年、オスマン帝国は、反ハプスブルクのハンガリー人1,238人をこの地に入植させることを計画し、5年間の免税としたものの、このハンガリー人たちは1717年にルセに移住し、ニシュに戦いに出てしまったため、チプロフツィの再有人化は失敗に終わった。
最終的に、この地方には1720年に正教徒のブルガリア人が入植した。1737年から1738年にかけて、オスマン帝国のスルタンは蜂起に対して恩赦を認め、1741年には反乱者たちにチプロフツィへの帰還と資産の返還を認めたものの、かつての反乱者たちのなかでこの地に戻った者は一人として知られていない。1720年代から1730年代にかけて、チプロフツィには人の住んでいる住居は12戸しかなかった。1750年代になると、その数は150戸に増えた。チプロフツィの正教会の修道院は1703年にジフコ（Zhivko）という人物によって再建された。彼の教会での名はゾティクス（Zoticus）であった。採掘事業はかつての蜂起から中断されたままで、国際交易も大きく損害を受けたものの、新しいチプロフツィの人々は牧畜、農業、皮革売買、そして後にはじゅうたん生産を町の産業としていた。
旅行者のアミ・ブーエは、チプロフツィを1836年から1838年にかけて訪れ、「町の若い娘たちは家々や路地でじゅうたん織りに従事している。1か月にわずか5フランの賃金か、あるいはそれ以下である」と述べている。1868年、チプロフツィの年間のじゅうたん生産量は、14,000平方メートルに達した。1877年から1878年の露土戦争の後、ブルガリア北部のほかの地方やソフィア周辺とともに、チプロフツィは新しく解放されたブルガリア公国の領土となった。1896年、チプロフツィの女性1,400人がじゅうたん生産に従事していた。1920年、地元民たちはじゅうたん生産者の協同組合「手工芸労働者」を設立した。これは、同種の組織としてはブルガリア初のものであった。
1950年代、金の採掘が再興され、教育された若い人々の流入によって一時的にチプロフツィは賑わいをみせた。1968年9月12日、チプロフツィは公式にブルガリア議会によって町へと昇格された。ブルガリアの共産主義時代、チプロフツィの町ではAK-47の弾倉を生産し、これに400人が従事していた。共産主義体制が崩壊し、民主化されてからは、資金不足によって採掘事業は再び休止され、鉱山は閉鎖され、外国の市場を失ったことによってじゅうたん生産事業も低迷した。チプロフツィの町は人口減少に直面するようになった。

## 政治・経済・教育
チプロフツィの自治体は、市長と副市長、議員らによって構成される。2007年以降、チプロフツィ自治体の市長を務めるのはブルガリア農民国民同盟スタンボリスキ派のザハリン・イヴァノフ・ザムフィロフ（Захарин Иванов Замфиров / Zaharin Ivanov Zamfirov）であり、2007年の選挙では投票総数の62.67%にあたる1,615票を獲得し、37.33%にあたる962票を獲得したブルガリア社会党のアントアネタ・トドロヴァ・コストヴァ（Антоанета Тодорова Костова / Antoaneta Todorova Kostova）を破った。チプロフツィ自治体の2つの村、プレヴァラおよびジェレズナは、それぞれ独自の村長を選ぶことができる。
自治体の政治は「情報サービス」と「金融・経済活動および資産管理」の部に分かれ、このほかに専門化された「予算計画および分配」と「領域および市街地計画と建設」の部署がある。自治体には独自の裁判所や検察はなく、これらの業務はモンタナ州の裁判所や検察が担っている。地元の警察署はモンタナにある警察署の管掌下にある。市土地委員会はブルガリアの農林省の一部である。市土地委員会は自治体の域内の土地と森林に関する業務を担っている。市社会サービスは、資金援助を監督し、障害者への支援を行っている。
チプロフツィにはひとつの小学校（1年-4年）、高等学校（4年-12年）があり、いずれも1624年に設立された学校を祖とみなしている。2つの学校は自治体全域の教育を担っていた。自治体の域内の6つの村にあった学校は閉鎖されている。1977年、高等学校には600人の生徒がいたものの、その生徒数は減少し、1989年には400人となっている。2008年の時点で、高等学校の生徒数は142人となっている。チプロフツィの幼稚園は、かつて自治体に15あった幼稚園のうち、最後のひとつである。
じゅうたん生産は町の主要産業として残っている。じゅうたんは伝統的なデザインで織られているが、客の注文にしたがってデザインすることも増えている。3メートル×4メートルのじゅうたんひとつ織るのに50日程度を要する。主に女性たちがじゅうたん生産に従事している。生産はすべて手作業であり、材料は自然のものを使用している。主な材料はウールであり、植物や鉱物の染料を使って染色されている。地元産のじゅうたんはロンドンやパリ、リエージュ、ブリュッセルの展示にて値がつけられる。自治体はまた観光産業の開発に投資し、多くの私有の家々が個人経営のホテルや民宿となった。2004年、65人が観光産業に従事していた。同じ年、町には2,350人の観光客があり、うち254人は外国人であった。経済指標から見ると、自治体は平均を上回り、ブルガリアの264自治体のうち域内総生産では113番目、人間開発指数では67番目にある。
2008年9月報じられたところによれば、チプロフツィ付近にあるヨーロッパでは数少ない蛍石の鉱脈がブルガリアの会社に20年リースされ、開発されるとのことである。この会社はすでに1,450万レフを投じており、15万トンの原石を採掘、これによって5万トンの蛍石を生産するとしている。2008年時点でこの会社は73人を雇用しており、その全員がかつての閉鎖された鉱山の従業員である。同社は従業員数はやがて150人に達するであろうとしている。

## 文化と宗教

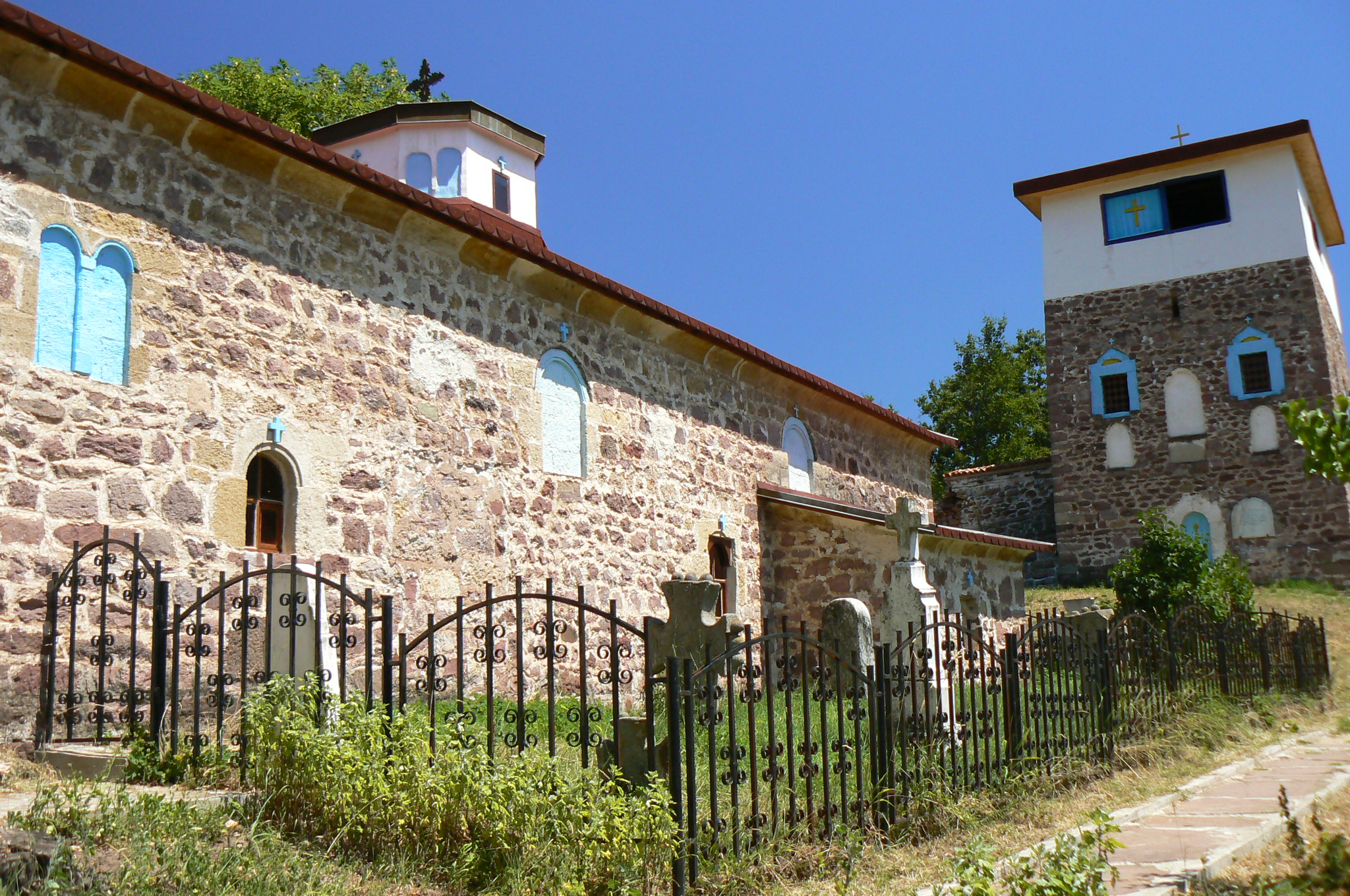
ブルガリア正教会のチプロフツィ修道院（Chiprovtsi Monastery）

地元のブルガリア人たちは、民族的にトルラク人と呼ばれるグループに属している。その話し言葉はブルガリア語遷移方言であるベログラトチク方言に含まれる。ほとんどの住民はブルガリア正教会に属している。自治体には、登録された30の文化財、および12の奉献された石の十字があり、うち8つはチプロフツィの町にある。これらの十字はブルガリア北西部に典型的なものであり、それぞれ聖人にささげられたものである。これらは境界を示す役割と、宗教的な目的を兼ね備えている。これらの十字の多くはいつ作られたものか定かではないものの、例外的にテッサロニキの聖デメトリウスにささげられたものは1755年、聖ペートルと聖パウェルにささげられたものが1781年、神の母にささげられたものが1874年であることが分かっている。
チプロフツィや周辺地域の特筆すべき文化的特長として、セルビアのスラヴァと同種の、スヴェテツ（светец / svetets）と呼ばれる家族の守護聖人への崇敬がある。この慣習は地域にはるか昔から根付いていたものであり、多数のろうそくから無作為に一本を引き抜くことで家族の守護聖人を選んだものと考えられている。それぞれの家に関連するスヴェテツが決まっており、女性が嫁入りによってその家に来ると、その家の守護聖人を受け入れ、家の引越しや新築に際しては新しいスヴェテツが選ばれる。
チプロフツィには歴史博物館があり、2つの古い建物を使って4つの展示を持っている。歴史博物館では古代から中世、17世紀の最盛期から現代に至るまでの人々の暮らしぶりや、チプロフツィの人々による金細工やじゅうたんが展示されている。町にはハリストスの升天を記憶する正教会の聖堂があるほか、かつてのローマ・カトリック教会の聖母マリア聖堂の跡が保存されている。チプロフツィ修道院は町の外にあり、そこには古い正教会の聖堂や別の修道院の跡も残されている。
町には文化・公民館施設チタリシテがあり、また自治体に含まれる8つの村にも分署がある。チタリシテには青年舞踊団、民俗音楽団、演劇団、民俗儀式・習慣復元グループやその他の文化的グループが活動をしている。チプロフツィのチタリシテに属する9つの図書館には、合計で65,975点の蔵書がある。